# Javno sveučilište
Javno sveučilište jest sveučilište koje se uglavnom financira javnim sredstvima kroz nacionalnu ili subnacionalnu vladu nasuprot privatnim sveučilištima. Nacionalno sveučilište ili državno sveučilište može se, ali i ne mora smatrati javnim sveučilištem, ovisno o regijama. U nekim regijama svijeta istaknuta javna sveučilišta istraživački su centri velika utjecaja pri čemu su mnoga ova sveučilišta svrstana među najbolje u svijetu prema poretku svjetskih sveučilišta po THES-QS-u i akademskom poretku svjetskih sveučilišta.

## Hrvatska
U Hrvatskoj djeluje devet javnih sveučilišta smještenih u većim hrvatskim gradovima (Dubrovnik, Koprivnica, Osijek, Pula, Rijeka, Slavonski Brod, Split, Varaždin, Zadar i Zagreb).

## Više informacija
- privatno sveučilište
- državni sveučilišni sustav
- nacionalno sveučilište
- prefekturno sveučilište